# Giuseppe Marocco
Giuseppe Marocco (Milano, 1773 – 13 marzo 1829) è stato un avvocato italiano, penalista tra i più celebri operanti in epoca napoleonica a Milano.

## Biografia
Giuseppe Marocco nacque da civili e non disagiati parenti; il padre era infatti un orefice. Ancora giovane fu inviato a studiare dai padri Somaschi a Lugano. Tale collegio era assai noto, e vi accorrevano i giovani delle migliori famiglie lombarde, fra i quali, qualche anno più tardi, Alessandro Manzoni. Successivamente s'iscrisse all'Università di Pavia, presso la quale si laureò nell'anno 1796. Egli ottenne d'essere ammesso a svolgere la propria pratica presso l'avvocato Antonio Maria Borghi, all'epoca uno dei luminari del foro milanese, alla cui morte il Marocco piuttosto che allievo suo, potea dirsi successore. Mentre si addestrava nella giurisprudenza penale, il Marocco s'applicò pure ad approfondire i problemi della filosofia del diritto. Durante l'epoca napoleonica la sua carriera segnò le tappe più importanti: nel 1809 un decreto del Viceré Eugenio di Beauharnais lo nominò avvocato presso il Consiglio di Stato, presso il Consiglio dei Titoli, il Consiglio delle Prede, la Corte di cassazione, e il Ministero della Giustizia. La sua ampia e poliedrica cultura gli permetteva di cogliere riconoscimenti anche al di fuori della sua professione: ad esempio nel 1811 veniva eletto membro della milanese Accademia de' Trasformati, che aveva per scopo lo sviluppo delle belle arti, delle lettere e delle scienze. Egli fondò anche una rinomata accademia oratoria.
Nel frattempo la fama del Marocco cresceva in patria e fuori, e molti venivano da lontane province per consultarlo in cose di giurisprudenza criminale, o per ottenere il patrocinio dell'eloquenza sua dinanzi a quei tribunali. Con la fine dell'epoca napoleonica il Marocco si trovò in conflitto con le autorità austriache del Regno Lombardo-Veneto, in particolare per quanto riguarda la nuova disciplina asburgica in campo processualpenalistico. Al sistema di matrice napoleonica, essenzialmente misto e non privo in fase dibattimentale, di consistenti aperture verso i principi dell'oralità, della pubblicità e del contraddittorio si sostituì in effetti un modello, a prima vista, di natura rigorosamente inquisitoria, che rendeva quasi superfluo l'esercizio della professione legale, almeno nei modi e caratteri che avevano fatto la fortuna, tra gli altri, di Giuseppe Marocco.
Negli anni successivi ebbe un certo ruolo nell'incerto avvio del governo conservatore ma liberale del Canton Ticino:  con Antonio Albrizzi fu tra gli estensori del Codice penale ticinese del 1816, che si segnalava per la mitezza delle pene; di seguito nel maggio 1817 fu vicino alla tipografia fondata a Mendrisio dal piacentino Antonio Landi e, fra gli altri, dal comasco Giovanni Molinari, imprenditore autorizzato ad aprire la stamperia, che in pochi mesi stampò una quindicina di titoli politici o satirici "avidamente ricercati" nella capitale lombarda e venne definita dal governo austriaco di Milano un "covo di bonapartisti" che impose al governo ticinese un decreto di chiusura. Coerentemente egli abbandonò la carriera forense, anche se il suo temperamento combattivo fece sì che negli anni seguenti egli non rinunciasse con varie pubblicazioni, anche di argomento non giuridico, a far sentire vigorosamente la sua voce: finché improvvisamente la morte lo colse il 13 marzo 1829.

## Opere

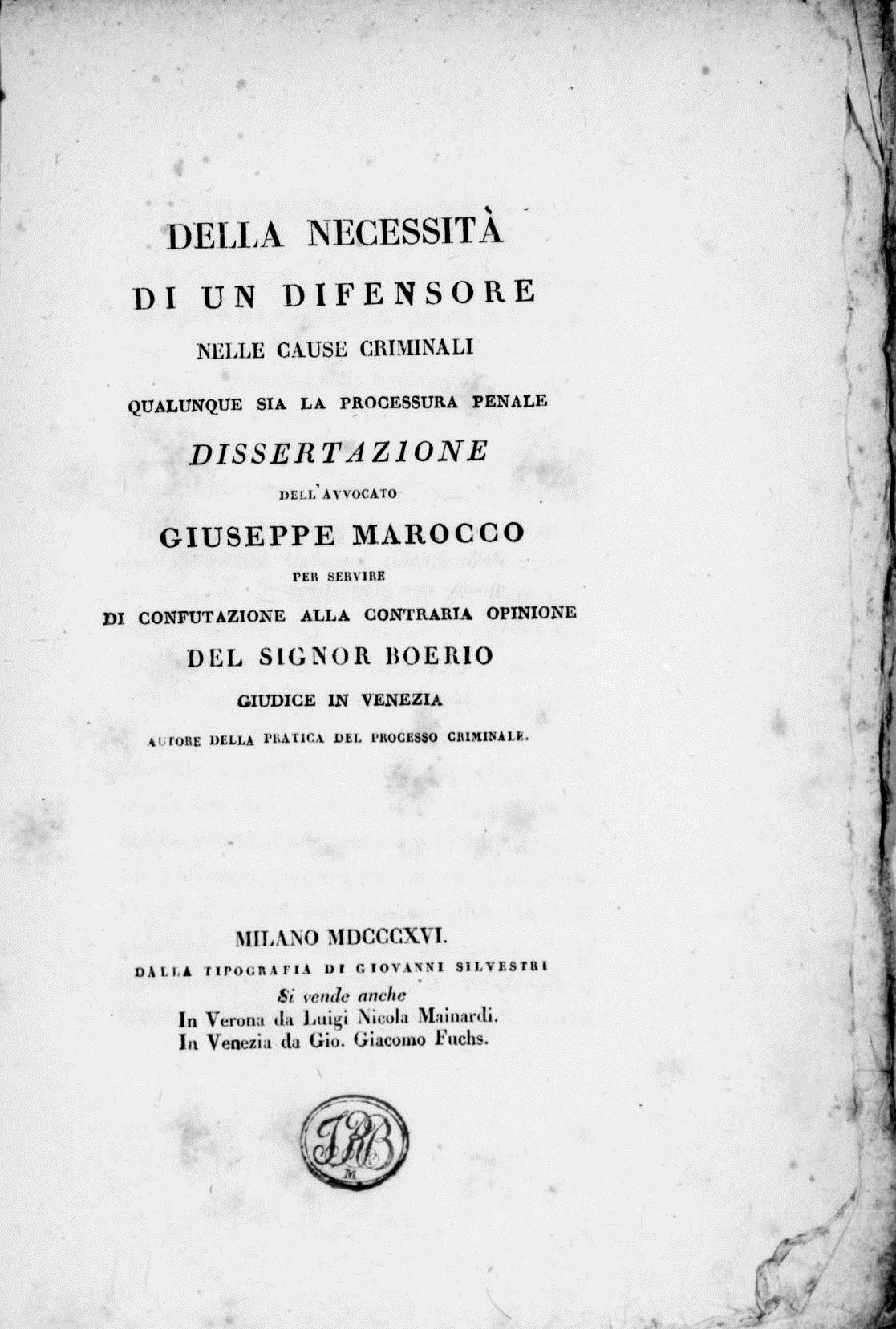
Della necessità di un difensore nelle cause criminali qualunque sia la processura penale, 1816

- Della necessità di un difensore nelle cause criminali qualunque sia la processura penale, Milano, Giovanni Silvestri, 1816.